# Pleumjit Thinkaow
Pleumjit Thinkaow (taj. ปลื้มจิตร์ ถินขาว) (ur. 9 listopada 1983 r. w Ang Thong) – tajska siatkarka, reprezentantka kraju, grająca na pozycji środkowej. Obecnie występuje w drużynie Supreme Chonburi VC.

## Sukcesy klubowe
Klubowe Mistrzostwa Azji:
- 2009, 2010, 2011, 2015, 2017, 2018
- 2007, 2008
- 2012, 2016

Mistrzostwo Tajlandii:
- 2015, 2016
- 2012

Mistrzostwo Azerbejdżanu:
- 2013
- 2014

## Sukcesy reprezentacyjne
Igrzyska Azji Południowo-Wschodniej:
- 2001, 2003, 2005, 2007, 2009, 2011, 2013, 2015

Letnia Uniwersjada:
- 2001

Mistrzostwa Azji:
- 2009, 2013
- 2017, 2019
- 2001, 2007, 2015

Puchar Azji:
- 2012
- 2010
- 2008, 2016, 2018

Igrzyska Azjatyckie:
- 2018
- 2014

Volley Masters Montreux:
- 2016

## Nagrody indywidualne
- 2007: Najlepsza blokująca Mistrzostw Azji
- 2007: Najlepsza serwująca Klubowych Mistrzostw Azji
- 2013: Najlepsza środkowa Pucharu Wielkich Mistrzyń
- 2014: Najlepsza atakująca azerskiej Superligi
- 2015: Najlepsza blokująca Mistrzostw Azji
- 2015: MVP Klubowych Mistrzostw Azji
- 2016: Najlepsza blokująca Klubowych Mistrzostw Azji
- 2017: Najlepsza środkowa Klubowych Mistrzostw Azji